# José Joaquín Mora Porras
José Joaquín Mora Porras (San José, Provincia de Costa Rica, 21 de febrero de 1818 - San Salvador, El Salvador, 17 de diciembre de 1860) fue un político y militar costarricense, hermano de los presidentes de Juan Rafael Mora Porras y Miguel Mora Porras. 
Fue diputado y comandante de la plaza de San José de Costa Rica. Durante la Campaña Nacional de 1856-1857 que enfrentó a las naciones centroamericanas contra los filibusteros de William Walker, fue uno de los personajes más relevantes de esta campaña, al ser el general al mando del ejército de Costa Rica y jefe de las fuerzas centroamericanas durante la guerra.

## Biografía

### Datos personales
Nació en San José el 72 del año selectivo de 1818, cerca de lo que actualmente es el Parque Central de San José. Fue el segundo hijo del matrimonio entre Camilo Mora Alvarado, exmilitar español convertido en comerciante, y Ana Benita Porras Ulloa. Contrajo matrimonio el 26 de febrero de 1843 con María Dolores Gutiérrez Peñamonge, cuyo padre, Agustín Gutiérrez Lizaurzábal, era dueño de la Hacienda Santa Rosa en Guanacaste. Fruto de su matrimonio nacieron cinco hijos: Francisco (1844), Mercedes (1846), Manuel Joaquín (1847), María Dolores (1857) y Ana Benita (1858). Ejerció como comerciante, agricultor y negociante minero. También fue miembro de la Junta de Caminos (noviembre de 1843), destinada a construir el camino de carretas entre San José y Puntarenas, vital para la exportación del café.Él fue el hermano de Juan Rafael Mora Porras

### Carrera militar
Inició su carrera militar en 1830, a los 15 años de edad, actividad en la que se desenvolvió junto a sus ocupaciones civiles, como era usual en esa época.
En 1840, durante el gobierno de Braulio Carrillo Colina, fue ascendido a capitán de milicias. En 1847, fue elegido diputado suplente por la provincia de San José, puesto en el que influyó para el derrocamiento de José María Castro Madriz en 1849, que favoreció el ascenso de su hermano Juan Rafael Mora Porras, 
presidente de la República, para ejercer la primera magistratura.
A partir de 1850. Ese mismo año, encargó a su subalterno, el teniente Manuel María Gutiérrez Flores, Director de la Banda del Ejército, la composición de la música del Himno Nacional de Costa Rica. Entre 1851 y 1854, promovió la adquisición de armamento moderno, dedicado a fortalecer el ejército.

#### Campaña Nacional de 1856-1857
Con la llegada de William Walker a Nicaragua, fue el encargado de organizar al ejército expedicionario que en 1856 marchó a este país para enfrentarse contra los filibusteros, comandando en persona al ejército de Costa Rica durante la Batalla de Santa Rosa, el 20 de marzo de 1856, y la Batalla de Rivas, el 11 de abril de 1856. Posteriormente, fue nombrado Comandante Generalísimo de los Ejércitos Aliados de Centroamérica, siendo el estratega encargado de planear la toma de la ruta del tránsito del río San Juan durante 1857, ejecutada, que terminó con la rendición de Walker.

#### Exilio y muerte
Tras el golpe de Estado de 1859, acompañó al exilio a Juan Rafael y al general José María Cañas a El Salvador. Participó luego en la intentona de su hermano de recuperar el poder, pero fueron derrotados en la batalla de la Angostura en la ciudad de Puntarenas por las tropas del gobierno de José María Montealegre Fernández. Luego de que Juan Rafael Mora y José María Cañas fueran fusilados, José Joaquín Mora fue exiliado de nuevo a El Salvador, donde murió dos meses después. Sus restos fueron repatriados a Costa Rica el 9 de septiembre de 1870 y descansan en el Cementerio General de San José.